# Ernesto Araújo
Ernesto Henrique Fraga Araújo (Porto Alegre, 15 maggio 1967) è un diplomatico e politico brasiliano.

## Biografia
Nato a Porto Alegre, capitale del Rio Grande do Sul, da Henrique Fonseca de Araújo, ex Procuratore generale del Brasile nonché membro della Camera dei deputati, e Marylin Mendes Fraga Araújo, si laureò in lettere presso l'Università di Brasilia nel 1988 proseguendo gli studi presso l'Istituto Rio Branco.
A partire dal 1991 ha lavorato come diplomatico presso il Ministero degli affari esteri brasiliano, occupandosi dei rapporti con il Mercosur dal 1991 al 1995, con l'Unione europea dal 1995 e lavorando presso le ambasciate brasiliane di Berlino, Ottawa e Washington. Araújo sostenne la politica estera portata avanti dai presidenti brasiliani Luiz Inácio Lula da Silva e Dilma Rousseff. Inoltre prese posizione in difesa del Venezuela di Hugo Chávez in seguito alla sospensione del paese dal Mercosur.

### Carriera politica
Nominato Ministro degli affari esteri del Brasile dal Presidente Jair Bolsonaro, Araújo ha espresso particolare apprezzamento per il governo del Presidente statunitense Donald Trump prendendo posizione contro il riscaldamento globale, ritenuto un "complotto marxista per favorire la Cina a discapito dell'Occidente", e il mondialismo. La nomina a titolare del dicastero di palazzo Itamaraty, suggerita a Bolsonaro dal giornalista Olavo de Carvalho, fu una sorpresa considerando la scarsa importanza di Araújo nel panorama politico, descritto dal settimanale britannico The Economist come un "diplomatico fino ad allora oscuro". Un gruppo anonimo di diplomatici ha pubblicato un documento criticando la nomina di Araújo e definendolo "evidentemente impreparato ad assumere l'incarico di Ministro degli affari esteri".
Dopo aver giurato insieme all'intero governo il 1º gennaio 2019, ha annunciato all'organizzazione delle Nazioni Unite che il Brasile avrebbe abbandonato il Patto mondiale sulla migrazione.
Il 29 marzo 2021 si è dimesso, pressato da numerosi senatori, nell'ambito dello scontro con il presidente sul procacciamento dei vaccini contro il Covid-19.